# Goniobranchus albonares
Goniobranchus albonares (Rudman, 1990) è un mollusco nudibranchio della famiglia Chromodorididae.

## Descrizione
Corpo di colore bianco, con il bordo del mantello prima arancio e poi arancio. Branchie e rinofori di colore bianco traslucido, con striature bianco opaco.

## Distribuzione e habitat
Specie diffusa nel Nuovo Galles del Sud settentrionale e in Nuova Caledonia.